# Chiesa di San Pietro Apostolo (Fonte)
La pieve di San Pietro Apostolo è la parrocchiale di Fonte Alto, frazione del comune sparso di Fonte, in provincia e diocesi di Treviso; fa parte del vicariato di Asolo.

## Storia
Già nel Medioevo Fonte Alto era sede di una pieve; quest'ultima venne interessata da un generale rifacimento tra la seconda metà del Quattrocento e il primo quarto del secolo successivo, per poi essere consacrata il 3 maggio 1627 dal vescovo di Treviso Vincenzo Giustiniani.

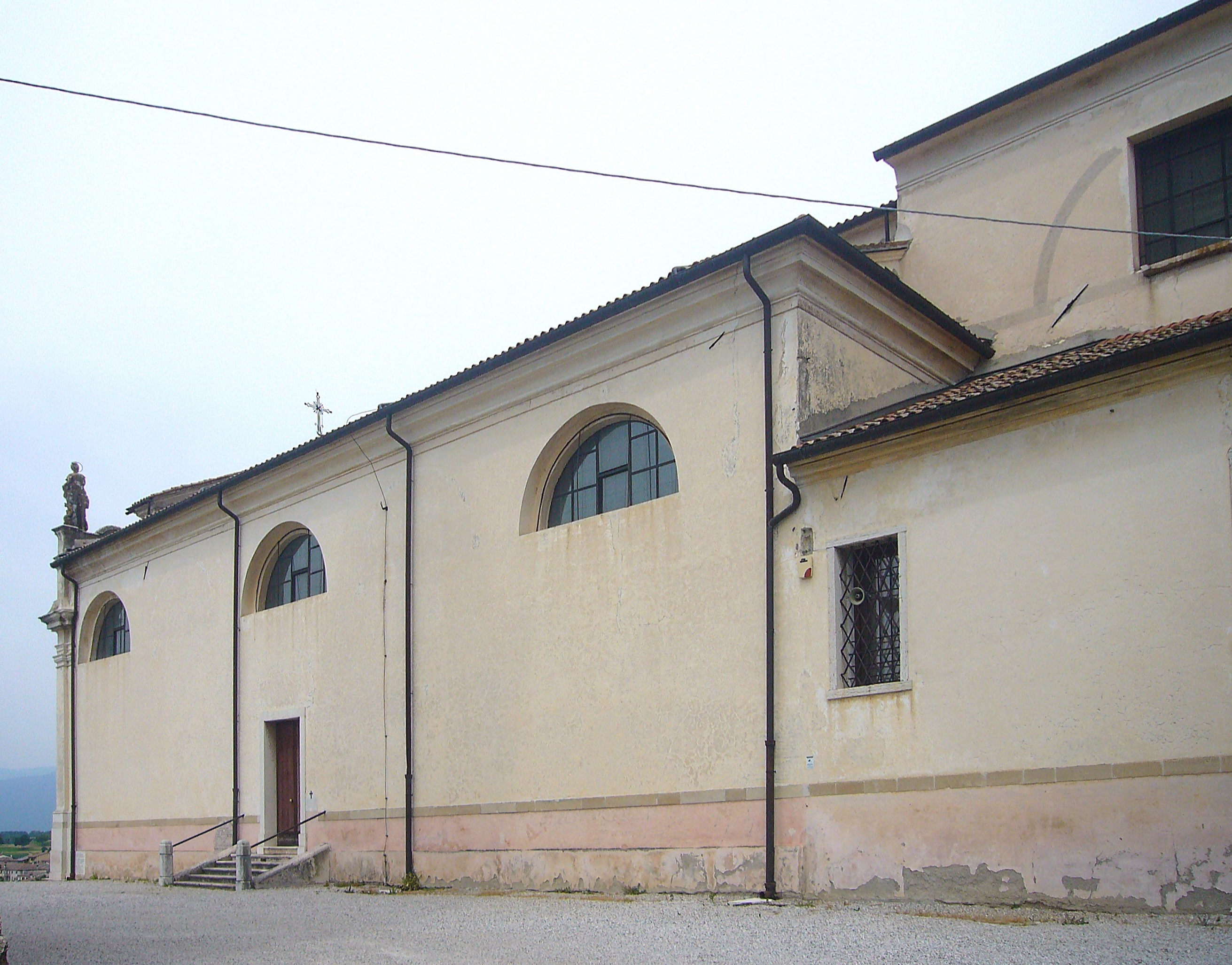
Il fianco meridionale della chiesa

Il sisma del 1695 arrecò dei danni alla chiesa, che fu quindi ricostruita parzialmente per sanare i danni: nel 1696 venne riaperta al culto.
Nel 1699 fu posta la prima pietra del campanile, il quale venne portato a compimento nel 1719; tra il 1734 e il 1745 un nuovo intervento di rifacimento interessò la pieve, in occasione del quale si provvide a realizzare le navate laterali.
Lesionata dal terremoto del 1836, la torre campanaria venne ristrutturata da Angelo Andreatta; la gradinata d'accesso alla chiesa fu ricostruita tra il 1862 e il 1879.
Negli anni settanta la parrocchiale, in ossequio alle norme postconciliari, fu dotata dell'ambone e dell'altare rivolto verso l'assemblea.

## Descrizione

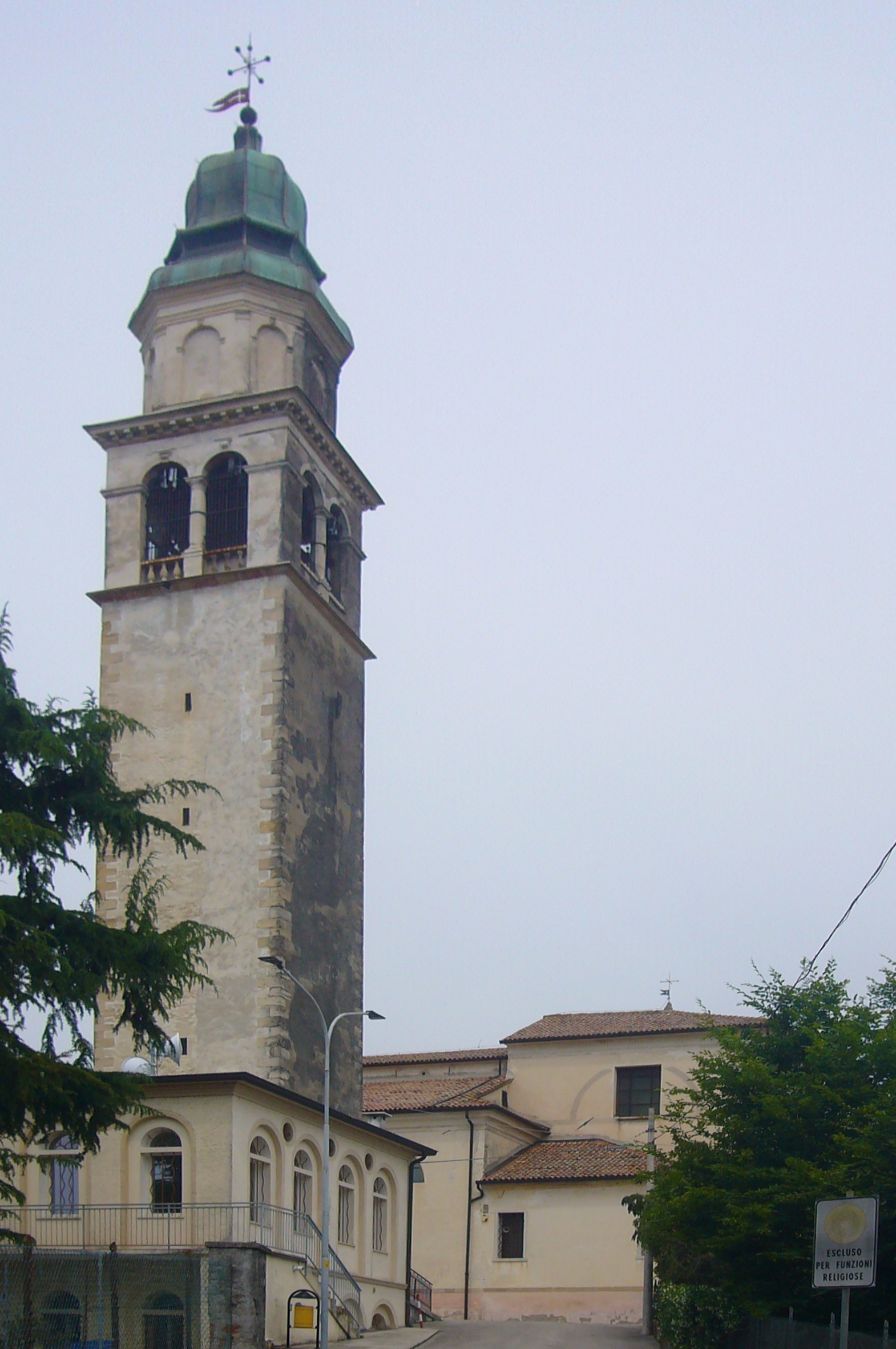
Il campanile con, alle spalle, il presbiterio

### Esterno
La facciata a salienti della chiesa, rivolta a sudovest, è scandita da semicolonne, sorreggenti il frontone triangolare, e presenta centralmente il portale d'ingresso, sovrastato da un tondo recante la scritta "D.O.M./ET/DIVO PETRO/A.D./MCDXCIXIV" e affiancato da due nicchie ospitanti le due statue che raffigurano i Santi Pietro e Paolo; sopra le due ali laterali vi sono due simulacri raffiguranti i Santi Antonio da Padova e Margherita da Tarragona
Vicino alla parrocchiale sorge il campanile a pianta quadrata, la cui cella presenta su ogni lato una bifora ed è coronata dalla cupola a cipolla poggiante sul tamburo a base ottagonale.

### Interno
L'interno dell'edificio è suddiviso da colonne tuscaniche sorreggenti archi a tutto sesto in tre navate, di cui le laterali sono abbellite da lesene che scandiscono le pareti; al termine dell'aula si sviluppa il presbiterio, rialzato di alcuni gradini e chiuso dall'abside quadrata.
Qui sono conservate diverse opere di pregio, tra le quali i due altari laterali della Madonna della Cintura e della Regina della Pace, costruiti da Antonio Pedon e Bernardo Busato rispettivamente nel 1728 e nel 1738, l'organo, costruito originariamente da Gaetano Callido nel XVIII secolo e poi rifatto nel 1941 dall'organaro cremasco Giovanni Tamburini, e gli affreschi raffiguranti le Virtù Teologali e l'Ascensione di Gesù, dipinti nel 1775 da Giovanni Battista Canal.